# Seed7
Seed7, è un linguaggio di programmazione general purpose, multi-paradigma, open source creato a partire dal 2005 dal programmatore austriaco Thomas Mertes. Si tratta di un progetto abbastanza particolare a partire dalle fonti di ispirazione che sono principalmente i linguaggi Pascal, Modula-2 e Ada oltre ai consueti C/C++ e Java. Questo porta ad una certa originalità sintattica. Certamente peculiare invece è la sua estendibilità, con la quale si intende la possibilità offerta al programmatore di estendere la sintassi del linguaggio costruendo degli operatori e dei tipi di dati personalizzati.

## Caratteristiche
Seed7 supporta i paradigmi di programmazione a oggetti e imperativo permettendo anche la programmazione generica. Inoltre è del tutto multi piattaforma in modo che il codice possa girare senza modifiche sui più comuni sistemi operativi Windows, Linux, Mac ecc. La portabilità è garantita dalle numerose librerie a corredo, circa 70 che coprono numerose aree quali grafica, networking ecc, scritte con la portabilità tra gli obiettivi irrinunciabili. Sintetizzando per punti possiamo dire che:
- è un linguaggio multiparadigma
- è multipiattaforma
- è estensibile
- il compilatore effettua il type check statico e non permette il cast automatico
- vengono gestite automaticamente le eccezioni
- sono presenti numerosi tipi predefiniti nativamente alcuni dei quali non comunissimi, tra gli altri array, set, struct, ma anche color, duration, time ecc...
- è permesso l'overload di procedure, funzioni, operatori, istruzioni
- il linguaggio è manipolato dall'interprete in una rappresentazione interna che viene eseguita direttamente sulla macchina ospite. In questo senso non esiste una macchina virtuale in mezzo. È disponibile comunque la possibilità di generare direttamente degli eseguibili.

Di contro vengono eliminati concetti e istruzioni che l'autore giudica obsoleti ad esempio le istruzioni goto e return, operatori quali self e this, viene eliminato il concetto di parametri di default e altro ancora.
Il progetto è tuttora attivamente in corso di sviluppo, sia pure con un ridotto ecosistema. L'autore ha messo a disposizione una documentazione on line molto ampia. È possibile inoltre ottenere supporto tramite mailing list. L'ultima versione risale al 10 aprile 2022. Il linguaggio è disponibile sotto licenza GPL (LGPL per il runtime).

## Hello, World
Il seguente esempio propone il classico "Hello, World!":
```
  
$
 
include
 
"
seed7_05
.
s7i
"
;

    
const
 
proc
:
 
main
 
is
 
func

      
begin

        
writeln
(
"
hello
 
world
"
)
;

      
end
 
func
;

```

come esempio appena più complesso ma abbastanza significativo per quanto riguarda l'aspetto del linguaggio di seguito un programma di conversione da gradi Fahrenheit a gradi Celsius
```
    
$
 
include
 
"
seed7_05
.
s7i
"
;

      
include
 
"
float
.
s7i
"
;

    
const
 
proc
:
 
main
 
is
 
func

      
local

        
const
 
integer
:
 
lower
 
is
 
0
;

        
const
 
integer
:
 
upper
 
is
 
300
;

        
const
 
integer
:
 
increment
 
is
 
20
;

        
var
 
integer
:
 
fahr
 
is
 
0
;

        
var
 
float
:
 
celsius
 
is
 
0.0
;

      
begin

        
for
 
fahr
 
range
 
lower
 
to
 
upper
 
step
 
increment
 
do

          
celsius
 
:=
 
flt
(
5
 
*
 
(
fahr
 
-
 
32
))
 
/
 
9.0
;

          
writeln
(
fahr
 
lpad
 
3
 
<
&
 
"
 
"
 
<
&
 
celsius
 
digits
 
2
 
lpad
 
6
)
;

        
end
 
for
;

      
end
 
func
;

```

## Storia
Seed7 nasce da un progetto accademico del suo autore chiamato Master. Successivamente venne creato un interprete, chiamato HAL, per il linguaggio. Infine dalla fusione di questi due elementi si arrivò all'attuale Seed7.